# José María García Valdecasas Santamaría
José María García-Valdecasas Santamaría (Granada, 26 de octubre de 1905-Ciudad de México, 21 de enero de 1987) fue un médico, farmacéutico y filósofo español.
Formó parte de los científicos republicanos que salieron de España al perder la guerra en 1939 y que tuvieron que interrumpir su investigación. A su llegada a México, García-Valdecasas se contaba entre los veintinueve médicos que se incorporaron a la industria farmacéutica.

## Biografía
Junto con Severo Ochoa de Albornoz (1905-1993), en 1925 Juan Negrín López (1892-1956) lo eligió para asistir a su laboratorio de Fisiología en la Residencia de Estudiantes.
En 1929 es becado en Alemania y Checoeslovaquia; producto de esa estancia fueron cuatro publicaciones. Ese mismo año apareció un artículo en coautoría con Severo Ochoa y, además, se doctoró, convirtiéndose en auxiliar de la cátedra de Negrín.
En 1935 ganó la cátedra de Fisiología en Salamanca y en 1936 se trasladó a Granada, donde obtuvo la misma cátedra.
Durante la guerra fue un colaborador constante de Negrín y su secretario particular en el contexto político.
Ya en México, donde llegó en 1939, fue profesor en la Facultad de Medicina de la Universidad Nacional Autónoma de México (UNAM). Posteriormente, fue director de los Laboratorios IQFA, después fundó los Laboratorios KRIYA junto con inversionistas mexicanos, y más adelante Laboratorios Valdecasas, S.A., donde recogió mucho de KRIYA. Junto con otros profesionales mexicanos, fundó la Asociación Nacional de Fabricantes de Medicamentos (ANAFAM) en el año 1945. Esta Asociación fue muy efectiva y sigue funcionando en la actualidad. En general, la labor realizada por los exiliados españoles en los diferentes laboratorios mexicanos aportaron un sustrato científico industrial que contribuyó a la estabilización de la investigación científica del país.

## Actividad filosófica
García-Valdecasas escribió Raíces de la actividad mental, obra particularmente atractiva, porque el autor se adelanta a su tiempo al abordar temas que en la actualidad ocupan las mesas de discusión, por ejemplo, la dualidad mente-cerebro, la creatividad y las emociones, reflexiones éticas y filosóficas inherentes a las neurociencias, los procesos cerebrales relativos a la percepción y su respuesta motora.

## Amistad con Severo Ochoa
Fue íntimo amigo de Severo Ochoa y su compañero desde la infancia; ambos estuvieron al mismo tiempo en el laboratorio en la Residencia. Cuando Severo Ochoa se presentó a las oposiciones para la cátedra para cubrir una plaza en el departamento de Fisiología de la Universidad de Santiago de Compostela, fue García-Valdecasas, presidente del tribunal y antiguo profesor, influyó en la superación de la prueba. García-Valdecasas editó en 1961 un libro en honor de Ochoa. La obra compila el testimonio de un grupo de estudiosos acerca de diferentes aspectos de la vida personal y científica de Severo Ochoa.

## Legado
En México existe la Fundación Científica José María Valdecasas en apoyo a los jóvenes interesados en la investigación y el Laboratorio Farmacéutico Valdecasas, que actualmente dirige su hijo el doctor José María García Valdecasas Rath, sus nietos José María, Juan, Amanda, todos de apellido García Valdecasas González y la madre de ellos, Amanda.